# Rosapaeda
Rosapaeda, pseudonimo di Antonella Di Domenico (Bari, 26 agosto 1961), è una cantante italiana.
I suoi dischi sono distribuiti a livello nazionale dalla Felmay.

## Biografia

### Gli anni ottanta
Con il gruppo dei Different Stylee, una delle prime formazioni reggae attive in Italia, formatasi nel 1983, canta e suona il basso elettrico. Con questo gruppo incide nel 1986 il mini LP Dubwize, autoprodotto e mixato a Londra negli studios di Bertie Stammer, dub master londinese già collaboratore di molti artisti giamaicani (tra cui Sugar Minott) e tiene numerosi concerti in Italia. Nel 1987 i Different Stylee appaiono in Reggae Around the World, una compilation pubblicata dalla Ras Records di Washington: con il brano Mr Babylon tratto da Dubwize, rappresentano l'Italia. Nelle sonorità classicamente reggae della band, su ispirazione di Antonella, sono già presenti embrionalmente elementi che caratterizzeranno la sua attività artistica futura: il germe della contaminazione e il forte interesse per le tradizioni musicali pugliesi e del bacino del Mediterraneo in senso più ampio.
Il mini LP Serenata (Coop. Mole, 1989) documenta questa fase evolutiva, confermata dalla presenza del gruppo con il brano Fines de Otono nella compilation pubblicata dalla Biennale di Bologna del 1990. Dello stesso anno è il singolo pubblicato con il mensile Soul Makossa con il brano Spread your love tratto dal mini LP Serenata (registrato e mixato a Bari da Amedeo Vox). Intanto, la band pugliese è protagonista di numerosi concerti live in Italia, condividendo il palco con i più importanti musicisti reggae giamaicani e inglesi, quali Aswad, Burning Spear, Wailers, Misty in Roots, Sugar Minott, Manu Dibango. Nel 1990, con il brano Serenata, tratto dall'omonimo mini LP, partecipa alla trasmissione televisiva Jeans di Rai Tre condotta da Fabio Fazio.
Parallelamente all'attività artistica in senso stretto, dal 1988 al 1991 Rosapaeda (ancora conosciuta con il proprio nome anagrafico) svolge attività didattica e di animazione culturale all'interno della Cooperativa Mole di Bari e collabora nella redazione e diffusione nazionale della fanzine Rebel Soul. Partecipa anche all'organizzazione di concerti di musica reggae e afro dei massimi artisti del genere del tempo (Manu Dibango, Linton Kwesi Johnson, Mutabaruka, Mad Professor & Ariwa Posse, Papa Levi) esibendosi occasionalmente con loro.

### Gli anni novanta
Dopo lo scioglimento dei Different Stylee, nel 1993 torna sulle scene con uno spettacolo nel quale sintetizza la propria ricerca vocale con il patrimonio culturale pugliese e mediterraneo, scegliendo di farsi accompagnare da una band in cui i suoni elettroacustici contemporanei si fondono con le atmosfere sonore della tradizione. Il CD Rosapaeda (autoprodotto, 1993, non destinato alla vendita) è testimone della nuova filosofia artistica della cantante, che abbandona il basso per dedicarsi unicamente al canto. A questo episodio artistico si deve il debutto con il nome d'arte che ancora la contraddistingue. La presenza nelle compilation Nuove tendenze rock made in Italy (Nuova Carish, 1995) e La Voce del Gargano (La Voce del Gargano, 1997) è la premessa alla pubblicazione di un intero progetto discografico a suon nome: Facce (Sottosuono, 1999, distr. Felmay). Nel 1999 è presente anche in un'altra compilation, Sottosuoni, distribuita in edicola su tutto il territorio nazionale allegato al mensile World Music di marzo.
Intanto, la notorietà di Rosapaeda comincia a farsi strada anche oltreconfine: Trad Magazine, periodico francese di musica tradizionale, definisce così la voce della cantante: "Une voix a traversé quelques festivals ce été et subjugué plus d'un festivalier... Son chant est un véritable diamant qui brille au-dessus des scènes. Il enflamme les oreilles. Il y a fort à parier qu'elle dépassera vite le cadre des musiques traditionnelles tant sa pureté et sa puissance s'imposent...” (Thierry Laplaud - Trad Magazine- Janvier 1999).

### Gli anni duemila
La fama di Rosapaeda si estende anche fuori dai confini italiani: nel marzo del 2000 la radio Voce della Russia di Mosca manda in onda uno “special” a lei dedicato; cresce l'attenzione nei confronti dell'artista pugliese anche in altri Paesi europei nei quali tiene numerosi concerti dal vivo nel corso di prolungati tours internazionali. Sempre nel marzo del 2000 si esibisce dal vivo a Radio 1 (Radio Nazionale Belga) nel corso di una tournée che tocca diversi paesi dell'Europa settentrionale.
Il 2001 è un anno ricco di avvenimenti discografici: esce a suo nome In forma di rosa (Sottosuono, 2001, distr. Felmay), cd in cui –fra l'altro- Rosapaeda interpreta una poesia poco conosciuta di Antonio De Curtis Uocchie che me parlate musicata dal compositore e arrangiatore Eddi Romano. La rivista tedesca Folkworld lo segnala “miglior disco dell'anno” , vincendo il premio “Rocco Draicchio” del Carpino Folk Festival di Carpino (FG) e il premio nazionale "Popolare Network-Musica e suoni dal Mondo" nell'omonimo festival di Carrara (MS).
Nello stesso anno, vengono pubblicate le compilation Circo inferno cabaret in cui Rosapaeda è presente con i brani Ta Travudia remix e Lu rusciu tratti dal cd Facce e Festival Gooik, prodotto dall'omonimo festival belga, con il brano Palummella. Sempre nel 2001 Rosapaeda è presente, con il brano Ta Travudia Remix, nel cd Roots Bloody Rootsman di Rootsman (John Bolloten), popolare dj inglese. Nel 2002 (aprile) Rosapaeda viene intervistata ed esegue alcuni brani dal vivo nel corso della trasmissione radiofonica di Rai Radio 2 Fuori Giri condotta dal giornalista e scrittore Enzo Gentile. Nello stesso anno figura fra gli artisti presenti nel CD Taranta trance di Alpha Bass con il brano Kali Nifta. 
Il Festival portoghese Andancas, che si svolge da oltre quindici anni a Sao Pedro do Sul (Carvalhais), nella compilation celebrativa della propria decima edizione, ha inserito il brano Sanacore (10 Andancas, 2004). Nel 2005 Rosapaeda è ospite di Stefano Miele nel cd Glocalizm con i brani Tammurriata nera e V'neit, o trezzareul. Remix. Sempre in compagnia dell'artista napoletano viene invitata al prestigioso Premio Carosone, occasione in cui condivide il palco con artisti quali Lou Bega, Simone Cristicchi, Carlo Faiello, Lina Sastri, Patrizio Trampetti, 24 Grana e Marina Rei. Nel 2006 Il brano Ta Travudia, nella versione remixata da Rootsman, è pubblicato in numerose compilation tra le quali quella di dj Shantel in Bucovina 1.
Nel 2007, dopo 6 anni dall'ultimo album a proprio nome, Rosapaeda pubblica il cd Mater heart folk prodotto e distribuito da Felmay, che viene segnalato con “4 stelle” dall'autorevole rivista inglese Song Lines. Nel maggio del 2007 partecipa ad una trasmissione di Rai Radio 3 in diretta dal Salone del Libro di Torino, eseguendo quattro brani dal vivo. In un'intervista pubblicata dal mensile FB-Folk Bulletin, rispondendo a una domanda sul proprio rapporto con il pubblico, Rosapaeda precisa: “Il pubblico è sempre entusiasta nel farsi rapire da un sound potente e fortemente ritmico per poi magari farsi dondolare dal brano successivo, con sonorità più delicate e romantiche. Credo che in un live sia fondamentale mescolare varie emozioni e vari momenti, offrire la possibilità di scatenarsi per poi lasciar riposare le orecchie con canzoni più delicate è un momento magico...... restare in contatto profondo con il pubblico è il segreto di un concerto che resta nel cuore!”.
Nel 2008, dando realizzazione a un suo antico progetto, tributa un omaggio a Roberto Murolo con il cd Napoli in me (Felmay). Nel dicembre 2009 le viene assegnato a Foggia il Premio Matteo Salvatore in omaggio alla sua carriera artistica. Il brano Angelo Benedetto, dal CD Mater Heart Folk, viene inserito nella colonna sonora del telefilm Bestie della serie Crimini di Rai 2 (regia di Andrea Manni), trasmesso nella stagione televisiva 2009-2010. Fra gli interpreti, Pietro Taricone. 
In alcuni concerti tenuti in Italia e all'estero, Rosapaeda si è avvalsa della collaborazione di alcuni artisti, fra i quali si segnalano Daniele Sepe, Riccardo Tesi, Gabriele Mirabassi e Stéphane Délicq.

## L'attività didattica e socioculturale
Il forte legame esistente fra Rosapaeda e il territorio pugliese la conduce a ricercare i temi e gli stili della propria ispirazione fra le testimonianze più autentiche e genuine che la sua regione può offrire al patrimonio culturale italiano e internazionale. Imprescindibili e profondamente voluti, quindi, gli incontri con I Cantori di Carpino, Matteo Salvatore e tanti altri anonimi contributori, della cui sensibilità si fa interprete. Espande poi il proprio interesse a tutto il bacino del Mediterraneo, a formare un corpus ricco e profondo, unitario e nello stesso tempo teso a sottolineare le peculiarità di ogni stile. Questo lavoro di ricerca non è finalizzato unicamente a scopi spettacolari o discografici, ma si traduce in un patrimonio didattico che Rosapaeda mette a disposizione dei propri allievi nei seminari di canto e voce popolare che conduce periodicamente a Bari, Poggibonsi (SI), Maratea (PZ), Costanza (Germania).

## Partecipazione a folkfestival internazionali
A partire dagli anni Novanta, si consolida la notorietà di Rosapaeda su scala internazionale. Da segnalare la sua partecipazione a importanti folk festival europei quali:
- 1997 - Carpino Folk Festival, Carpino, Italia
- 1998 - Rencontres Internationales de Luthiers et Maîtres Sonneurs, Saint-Chartier, Francia [3]
- 1998 - Leipziger Tanzhausfestival, Lipsia, Germania [4]
- 1998 - Feestival Gooik, Gooik, Belgio
- 1998 - Carpino Folk Festival, Carpino, Italia
- 1999 - Andancas, São Pedro do Sul, Portogallo [5]
- 2000 - Andancas, São Pedro do Sul, Portogallo [6]
- 2000 - Les Traversees Tatihou, Saint-Vaast-la-Hougue, Francia [7]
- 2000 - Stimmen Festival,  Lörrach, Germania [8]
- 2002 - Feestival “Gooik Meet TheBest Of”, Gooik, Belgio [9]
- 2002 - Cactus, Bruges, Belgio
- 2004 - Les Traversees Tatihou, Saint-Vaast-la-Hougue, Francia [10]
- 2005 - Dranouter Folk Festival, Dranouter, Belgio [11]
- 2005 - Carpino Folk Festival, Carpino, Italia
- 2008 - Musica Do Mar, Póvoa de Varzim, Portogallo [12]
- 2008 - Klinkers Festival, Bruges, Belgio [13]
- 2008 - Notte della Taranta, Cursi, Italia [14]
- 2008 - Festival Le Voci dell'Anima, Bari, Italia [15][16]
- 2009 - Carpino Folk Festival, Carpino, Italia
- 2010 - Die Lange Italienische Nacht, Augusta, Germania [17]

## Discografia

### Album in studio
- 1998 – Sun 'e sotte
- 1999 – Facce (Sottosuono)
- 2001 – In forma di rosa (Sottosuono)
- 2007 – Mater Heart Folk (Felmay)
- 2008 – Napoli in me (Felmay)
- 2015 – Inna Different Stylee (Felmay)

### EP
- 1993 - Rosapaeda
- 2022 - Rosapaeda Inna Different Stylee